# Universidad de Namibia
La Universidad de Namibia  es la Universidad Nacional de Namibia, se localiza en el distrito de Windhoek. Establecida por la Asamblea Nacional de Namibia el 31 de agosto de 1992, la UNAM cuenta con los colegios de Agricultura y Recursos Naturales, Economía y Administración, Humanidades y Ciencias Sociales, Derecho, Medicina y Ciencias de la Salud y Ciencias. Es la única institución que ofrece un Doctorado en el estudio de la lengua Khoekhoe.

## Facultad de Ingeniería y Tecnologías de la Información
La Facultad de Ingeniería y Tecnologías de la Información fue fundada el 1 de enero de 2008 después de la disolución del Departamento de Ingeniería y Tecnología, el cual formó parte del colegio de Ciencias desde el año 2000. La ceremonia de inauguración  fue conducida por Sam Nujoma, rector de la Universidad en Ongwediva el  17 de noviembre de 2007. La ceremonia tuvo lugar en un terreno de 13 hectáreas donado a la UNAM por el alcalde de Ongwediva. 
En enero de 2008, la Comisión Nacional de Planificación aprobó iniciar la construcción de la primera fase, la cual inició en el mes de abril del mismo año.

## Académicos
Entre los notables académicos de la Universidad de Namibia se encuentran Bience Gawanas, Andre Du Pisani and Peter Katjavivi.